# Велика мечеть і лікарня у Дивриї
Велика мечеть і лікарня Дивриї (тур. Divriği Ulu Cami ve Darüşşifası) — мечеть та шпиталь, яскравий приклад сельджуцької архітектури, побудовано у 1228–1229 рр. місцевою династією Менгюжеки у маленькому анатолійському містечку Дивриї, провінція Сівас, Туреччина. Комплекс розташований у верхньому місті, нижче цитаделі.

## Архітектура
Комплекс будівель складається з мечеті, яка примикає до лікарні, від якої її відокремлює південна стіна — кібла. Головний вхід у мечеть знаходиться з північної сторони і має високий портал, який відзначається якістю і щільністю різьблення по каменю. Вхід на західній стороні було побудовано пізніше, оскільки цей фасад мечеті обвалився і був перебудований пізніше, коли він також був укріплений круглою фортецею на північно-західному куті. Третій вхід до мечеті розташований на східному фасаді. Ймовірно, цей вхід служив королівським входом, який давав доступ до піднятої дерев'яної платформи у південно-східному куті інтер'єру мечеті, відведеної для правителя та його оточення.
Цікавою деталлю є використання тіней у 3-х мірних орнаментах обох входів мечеті, щоб кинути гігантську тінь молитовної людини, яка змінює розташування, коли сонце рухається, ніби для ілюстрації того, для чого призначена будівля. Ще одна деталь — це різниця у враженнях від одягу двох чоловіків-тіней, що вказують на два різні стилі, можливо, щоб сказати, хто має зайти через які двері. Відверті картини уникають в ісламі, але теселяції та каліграфічні зображення були дозволені, тому розроблені «випадкові» силуети різьблених кам'яних теселяцій навколо входу (мукарни) стали творчим пошуком. Це, мабуть, ранній приклад майстерної скіографії з використанням парейдолії.
Внутрішня частина мечеті складається з кам'яних пірсів, які підтримують кам'яні склепіння вгорі. Центральна частина мечеті, ймовірно, залишилася відкритою до неба, як це відбувається в інших середньовічних анатолійських мечетях. Деякі з оригінальних дерев'яних меблів мечеті збереглися уздовж її стіни-кібла, такі як жалюзі на віконному отворі до камери гробниці в лікарні та її дерев'яний мінбар, що датований 1243 р. та підписаний майстром Ібрагімом b. Ахмад аль-Тіфлісі. Деякі різьблені дерев'яні панно, презентують в музеї Дирекції благочестивих фондів в Анкарі.
До лікарні вхід через портал, розташований на західному фасаді. Різний за дизайном від північного порталу мечеті портал лікарні обрамлений монументальною загостреною аркою і має вікно в центрі. Різьба по каменю тут має таку ж якість, що і головний портал мечеті, але менш щільний і в деяких місцях виглядає незавершеним. Інтер'єр лікарні складається з кімнат та айванів, розміщених навколо критого подвір'я з невеликим басейном у центрі. Лікарня має другі сходи з південної сторони, до яких можна дістатися сходами безпосередньо всередині входу. Одне з приміщень лікарні має функцію династичної гробниці. У цій кімнаті є віконний отвір до мечеті.
Ім'я головного архітектора вписано в інтер'єр і мечеті, і лікарні, і читається як Хуррамшах б. Мугіт аль-Хілаті. Назва вказує на його походження з міста Ахлат, відомому в середньовічних джерелах як аль-Хілат.
Вишукані різьблення та архітектуру обох будівель відносять їх до числа найважливіших творів архітектури в Анатолії та призвели до включення їх до Списку світової спадщини ЮНЕСКО у 1985 році.